# Piramida (Skały Kroczyckie)

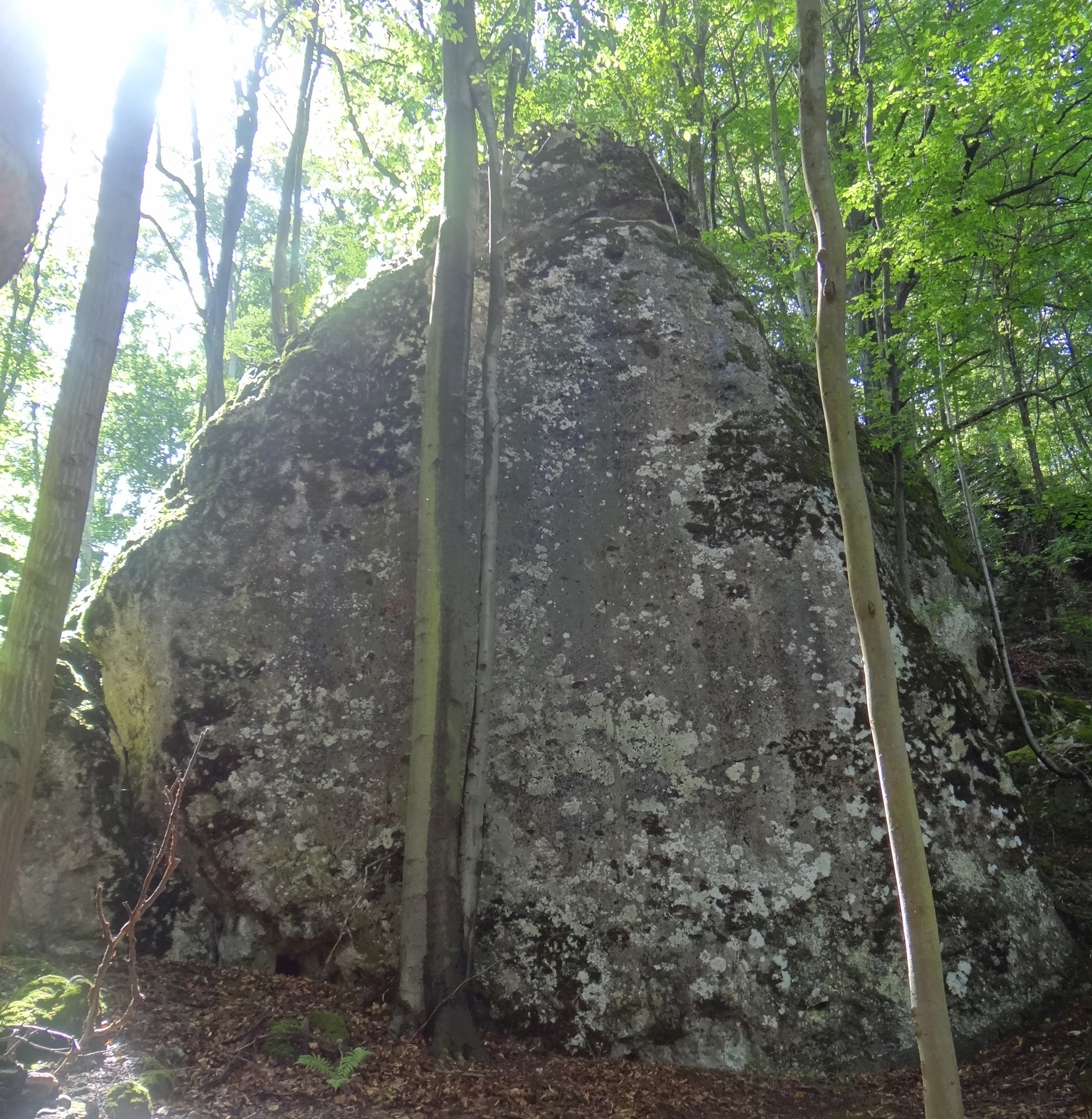
Ściana północna

Piramida – skała na wzgórzu Łysak na Wyżynie Częstochowskiej. Znajduje się w obrębie wsi Kroczyce w województwie śląskim, w powiecie zawierciańskim, w gminie Kroczyce.
Zbudowana z wapienia skała znajduje się w lesie i jest najbardziej na wschód wysuniętą skałą na wzgórzu Łysak. Zaliczana jest do grupy Skał Kroczyckich. Skała od strony północnej ma kształt piramidy o wysokości kilku metrów. Na kilku skałach tego wzgórza uprawiana jest wspinaczka skalna. Na Piramidzie jak dotąd nie poprowadzono dróg wspinaczkowych, ale jest to rejon o nie do końca jeszcze wyeksploatowanych możliwościach i Piramida może potencjalnie stanowić obiekt wspinaczki skalnej lub boulderingowej.

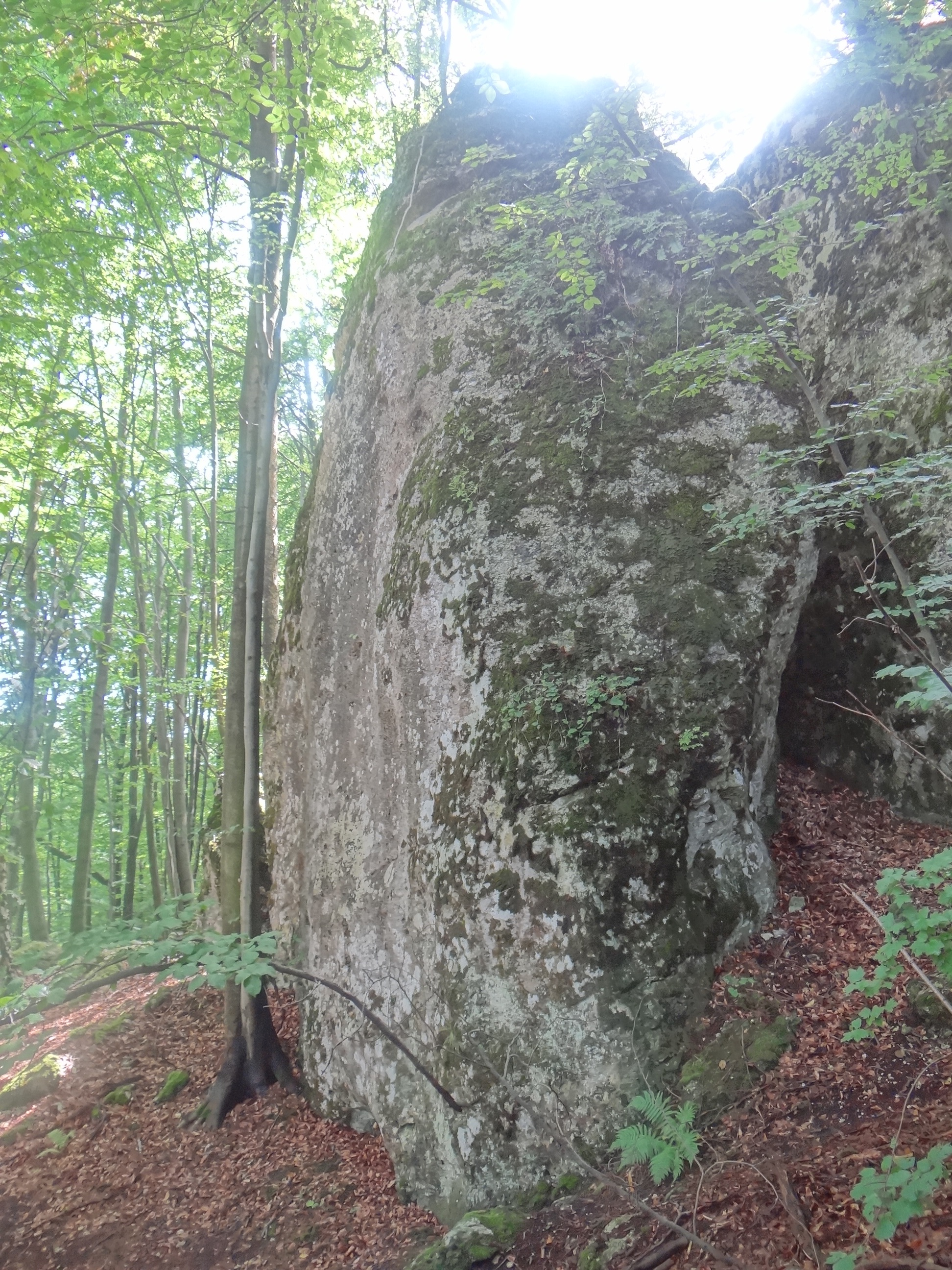
Widok od zachodu